# N561 (België)
De N561 is een gewestweg in België tussen Thuin en de Franse grens bij Erquelinnes waar de weg over gaat in (D336). De weg heeft een lengte van ongeveer 13 kilometer. Bij de plaats Labuissiere wordt de rivier Samber gepasseerd.
De weg is in beide richtingen te berijden maar er bevinden zich diverse smalle stukken op de weg waar elkaar kruisen moeilijk gaat.

## Plaatsen langs N561
- Ragnies
- Lyrée
- Fontaine-Haute
- Labuissiere
- Merbes-le-Château
- Erquelinnes

## N561a
De N561a is een verbindingsweg in Merbes-le-Château van ongeveer 150 meter. In Merbes-le-Château is de N561 voor eens stukje eenrichtingsverkeer en verloopt daar van oost naar west. De N561a is ook eenrichtingsverkeer maar verloopt juist van west naar oost.